# Bobby Rush

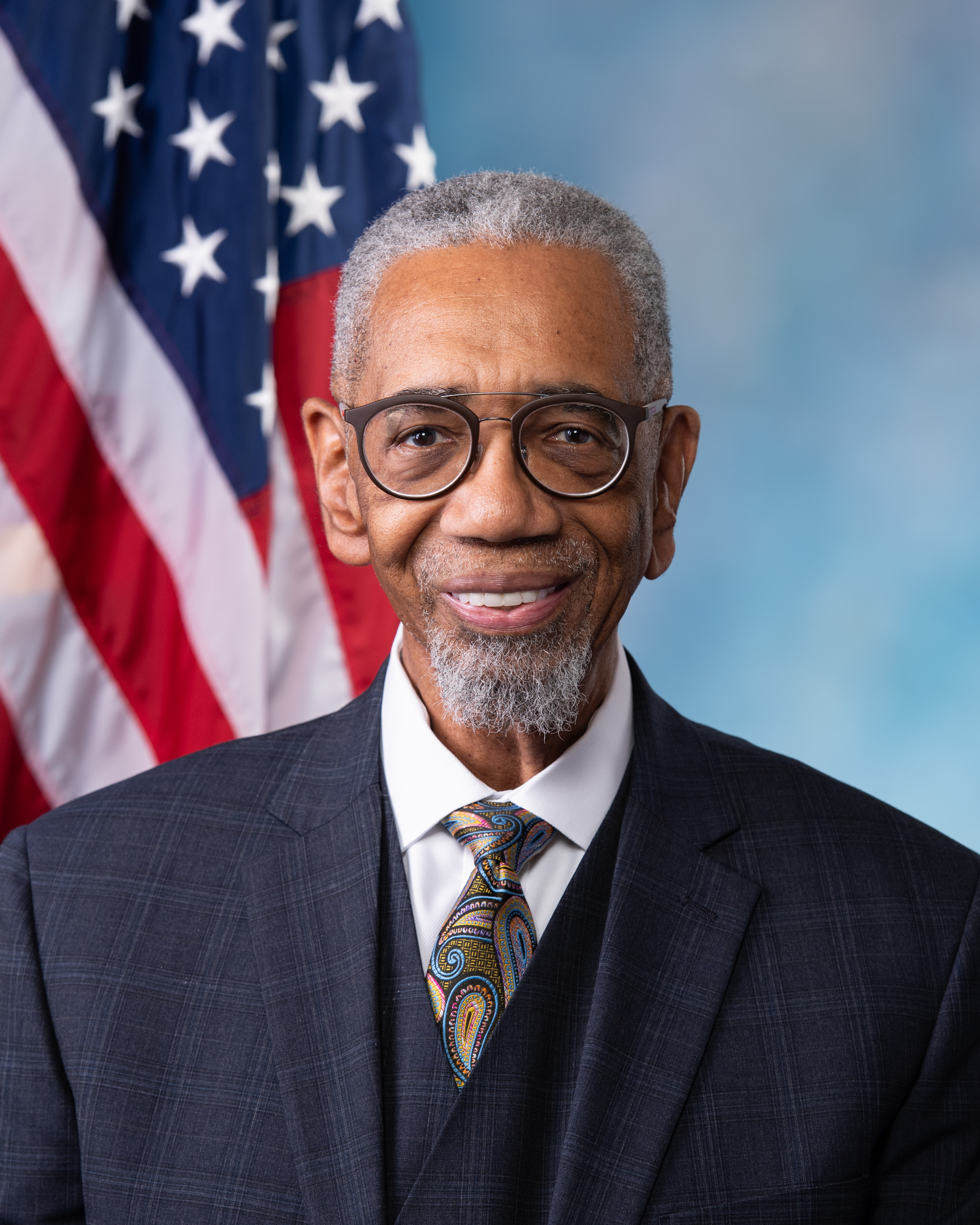
Bobby Rush juni 2018.

Bobby Lee Rush, född 23 november 1946 i Albany, Georgia, är en amerikansk demokratisk politiker. Han representerar delstaten Illinois första distrikt i USA:s representanthus sedan 1993.
Rush tjänstgjorde i USA:s armé 1963-1968. Han var sedan medlem av Svarta pantrarna och dömdes 1969 till sex månaders fängelse för olaga vapeninnehav.
Rush besegrade sittande kongressledamoten Charles Hayes i demokraternas primärval inför kongressvalet 1992. Han vann sedan själva kongressvalet och efterträdde Hayes i representanthuset i januari 1993. Han har omvalts åtta gånger. I primärvalet 2000 utmanades han av Barack Obama.